# Verwaltungsgemeinschaft Halfing
Die Verwaltungsgemeinschaft Halfing liegt im oberbayerischen Landkreis Rosenheim und wird aus folgenden Gemeinden gebildet:
1. Halfing, 2836 Einwohner, 22,79 km²
2. Höslwang, 1258 Einwohner, 16,18 km²
3. Schonstett, 1448 Einwohner, 13,59 km²

Sitz der Verwaltungsgemeinschaft ist Halfing.